# Isolazionismo
L'isolazionismo è una dottrina di politica estera che combina un non-interventismo militare e una politica di nazionalismo economico (protezionismo).

## Definizione
In sintesi, l'isolazionismo è dato dall'unione di:
- Non-interventismo - lo Stato deve evitare alleanze vincolanti con altri Paesi ed evitare guerre non direttamente collegate alla sicurezza nazionale.
- Protezionismo - devono esistere barriere doganali per limitare, se non impedire, il commercio e lo scambio culturale con persone ed enti di altri stati.

## Introduzione
L'isolazionismo è stato sempre un argomento di acceso dibattito politico, infatti la decisioni da parte di uno Stato di adottare o meno una politica isolazionista influenza sia il livello di vita della popolazione sia la credibilità dei politici. Alcuni  sostengono che il protezionismo renda la gente più povera di quanto non lo sia già, in quanto gli stati traggono vantaggi dalle altre nazioni: se ogni stato fa del suo meglio per trarre benefici dalle proprie risorse, anche le altre nazioni potranno usufruirne. I non interventisti invece cercano di ridurre le spese militari e le possibilità di provocare un attacco esterno.

## L'isolazionismo nei vari Stati

### Bhutan
Il Bhutan è storicamente uno stato di tipo isolazionista per preservare la propria identità nazionale e le sue culture.

### Corea del Nord
La Corea del Nord attua una politica di isolazionismo.

### Giappone
Dal 1641 al 1853 lo shogunato Tokugawa del Giappone rafforzò una politica chiamata Sakoku, che proibiva contatti con l'estero tranne che con la Cina, la Corea e i Paesi Bassi. Durante questo periodo la cultura giapponese si sviluppò libera dalle influenze esterne ed ebbe uno dei più lunghi periodi di pace della sua storia; Tuttavia, in assenza di modernizzazione, il Giappone finì nuovamente sotto l'influenza delle potenze estere, e il regime di sviluppo economico e militare che venne imposto riuscì a modernizzare e militarizzare la società giapponese.

### Nuova Zelanda
Sotto il governo di Robert Muldoon, fu instaurato il protezionismo, che fu sensibilmente ridotto durante il quarto governo laburista che giunse al potere nel 1984. La politica del non-interventismo è tornata in uso recentemente, nelle guerre di Afghanistan e Iraq.

### Stati Uniti
Nel suo discorso d'addio alla politica, il primo Presidente degli Stati Uniti, George Washington, ammonì che gli Stati Uniti avrebbero dovuto "evitare alleanze permanenti con qualsiasi parte del mondo straniero". Molti anni dopo, questo approccio venne etichettato come isolazionismo, ma alcuni storici della diplomazia americana sostengono che, invece, da allora e per oltre un secolo la politica estera americana è stata tradizionalmente guidata dall'unilateralismo.
A seguito dei sacrifici della prima guerra mondiale, la popolazione degli Stati Uniti tornò all'isolazionismo durante gli anni venti, opponendosi ad ogni azione del governo che avrebbe condotto la nazione in un'altra guerra europea. L'isolazionismo americano giunse alla fine durante la seconda guerra mondiale, in particolare dopo l'attacco di Pearl Harbor operato dai rivali giapponesi nel dicembre del 1941.